# Gübs
Gübs là một đô thị thuộc huyện Jerichower Land, bang Sachsen-Anhalt, Đức. Đô thị Gübs có diện tích 6,57 km², dân số thời điểm ngày 31 tháng 12 năm 2006 là 353 người.